# Лувана, Кармен
Кармен Лувана (англ. Carmen Luvana, род. 23 августа 1981 года) — американская порноактриса.

## Биография
Лувана родилась в Бруклине, Нью-Йорк. В пятилетнем возрасте переехала вместе с родителями в Пуэрто-Рико. В 18 лет приехала в Майами, где стала танцовщицей в стрип-клубах. В 2001 году пришла в порноиндустрию, а её первым фильмом стал «More Dirty Debutantes #211». Лувана заключила контракт со студией Digital Sin/New Sensations (англ.), а позже с Adam & Eve Pictures.
Вначале Лувана не снималась в анальных сценах, так как не хотела делать того, что привносит ей дискомфорт. Однако позже, попробовав анальный секс в личной жизни, она начала сниматься в таких сценах, и первым её таким фильмом стал The Perfect Secretary.
Кармен вместе с Остин Мур вела шоу на радио KSEX.
С 2001 по 2008 год снялась в 106 порнофильмах, с тех пор покинула порнобизнес.

## Премии и номинации
- 2003 XRCO Award — Лучшая новая старлетка[5]
- 2003 Night Moves — Лучшая новая старлетка[6]
- 2004 XRCO Award — Лучшая сцена лесбийского секса (с Дженной Джеймсон)[7]
- 2004 KSEX Radio award — Hottest KSEX Jockey «Naked», Listeners Choice Award[8]
- 2006 F.A.M.E. Award — Лучшая исполнительница орального секса[9]
- 2008 NightMoves Hall of Fame[10]

## Фильмография
| - A Slice of Pie (2007) - Shoot (2006) - 3-Way Divas (2006) - Ass Candy (2006) - Carmen & Austyn (2006) - Carmen’s Dirty Secrets (2006) - Coffee & Cream (2006) - Decades (2006) - Fantasy All-Stars 3 (2006) - Flesh Gallery (2006) - Flight 69 (2006) - Girl 2 Girl (2006) - Girl Gasms 3 (2006) - Group Sex 5 (2006) - Jane Blond DD7 (2006) - Lady Scarface (2006) - Latin Love Dollz (2006) - Mistaken Identity (2006) - Monster Meat (2006) - More Bang for the Buckxxx (2006) - The More the Merrier (2006) - My Favorite Hot & Horny Blondes 2 (2006) - O the Power of Submission (2006) - Squirt Showers (2006) - Stick It (2006) - Tailgunners (2006) - Пираты (2005) - Изабелла | - 31 Flavors (2005) - Big Ass Orgy: Wall-to-Wall Balling! (2005) - Black in White 2 (2005) - Blondes DeluXXXe (2005) - The Contractor (2005) - Everybody Loves Big Boobies 2 (2005) - Fit to Be Tied (2005) - Guide to Erotic Bondage (2005) - Guide to G-Spot Sex (2005) - Head Master 1 (2005) - Jenna Does Carmen (2005) - Porn Stars 1 (2005) - Potty Mouth (2005) - She Sucks! (2005) - Signature Series 12: Carmen Luvana (2005) - Signature Series 13: Lauren Phoenix (2005) - Strap on Divas (2005) - The World of Sexual Variations 2 (2005) - Blow Job Mania (2004) - Dinner Party 3: Cocktales (2004) - Dirty Girlz 1 (2004) - Girls Night Out in Tijuana (2004) - Hard and Deep (2004) - Matrix Pornstars (2004) - The Panty Drawer (2004) | - The Perfect Secretary (2004) - Possession (2004) - Puss 'n Boots (2004) - Racer X (2004) - Snow Job (2004) - Swinging in the USA (2004) - Tight & Fresh 2 (2004) - Adult Stars at Home 4 (2003) - Carmen Goes to College 2 (2003) - Carmen Goes to College 3 (2003) - Carmen Goes to College 4 (2003) - Rawhide (2003) - Sex Across America: Ninth Stop Puerto Rico (2003) - Stripped: Carmen Luvana (2003) - Делла - The 6th Reflection (2002) - Naked Eye (2002) - Кармен - Carmen Goes to College (2002) - New Girls in Town 3 (2002) - Phoenix Rising 2 (2002) - Up and Cummers 101 (2002) - Innocence (2001) - Naughty College School Girls 21 (2001) - Young as They Cum 2 (2001) |